# 克洛德·约瑟夫
克洛德·约瑟夫（法語：Claude Joseph，法語發音：[klod ʒozɛf]），海地政治人物，曾任海地外交和宗教部长、代理海地總理，在海地总统若弗内尔·莫伊兹遇刺身亡後曾臨時行使總統职务。

## 生平
克洛德获纽约新学院公共政策学院博士學位，曾在康涅狄格大学及长岛大学等美国高校担任大学教授。
2020年3月4日，他加入总理约瑟夫·朱特的政府，出任外交部长。2021年4月14日，获总统若弗内尔·莫伊兹任命，代替辞职的朱特行使总理职务；7月5日，確定阿里埃尔·亨利將正式接任總理。
2021年7月7日，总统莫伊兹遇刺身亡，克洛德指责“一群说西班牙和英语的不明人士”发动袭击，並表示自己代行總統職權。7月20日，克洛德移交權力，阿里埃尔·亨利就任總理和代理總統的職務，而克洛德回任外交和宗教部長。
2024年2月，克洛德被指控涉嫌參與暗殺莫伊兹而遭到起訴。